# トラペジウム (映画)
『トラペジウム』（英題: trapezium）は2024年5月10日に公開された日本の長編アニメーション映画。アイドルグループ「乃木坂46」の元メンバー・高山一実による同名の小説を原作としており、制作はCloverWorksが担当、監督は篠原正寛が務めた。
アイドルを目指す少女・東ゆうが地元の美少女を集め、自らの手でアイドルグループを結成するという物語が描かれる。第26回富川国際アニメーション映画祭特別賞受賞作品。

## あらすじ
城州東高校に通う、アイドルになることを夢見る女子高生・東ゆうは、北・西・南を名前に関する高校から一人ずつ美少女をスカウトし、アイドルグループを結成する計画を立てる。まず聖南テネリタス女学院に通う華鳥蘭子と親しくなったゆうは、次いで西テクノ工業高等専門学校に通い、所属するロボット研究会でロボコン優勝を目指している大河くるみと接触を図る。当初は人見知りなくるみに拒絶されていたゆうだったが、同じくロボット研究会に所属する工藤真司の協力を得て、打ち解けることに成功する。ゆうと蘭子はくるみの実験に協力し、ロボコンで準優勝するまでともに歩んだことで、3人は親友となる。残る「北」を探していたゆうはある日、小学校時代の同級生で、城州北高校に通っている亀井美嘉と偶然再会する。ゆうは美嘉が整形していることに気付くが、些細な問題として自身の計画に引き入れることを決める。
美嘉は現在ボランティア活動にいそしんでおり、ゆうはデビュー後の好感度のため、4人でボランティア活動に参加することを決める。ボランティア活動当日、4人の班がバラバラになってしまったことに不満を漏らすゆうだったが、活動が終わるころには4人の間に友情が芽生えていることに気付き、満足する。数日後、4人は西テクノ工業高等専門学校の文化祭に参加し、真司が開催していた10年後の自分に向けた写真の撮影会に参加するなどして仲を深めていく。
ゆうの計画は次の段階に進み、近年注目を集めている城郭での観光ボランティアガイドを4人で行うこととなる。そこでのテレビ取材が縁となり、4人は深夜バラエティの1コーナーに出演することが決まる。このコーナーは視聴者の評判がよく、ついに4人は「東西南北（仮）」としてアイドルデビューし、番組のエンディング曲を担当する。
しかし、もともと人前に出ることが得意でないくるみは次第に心がすさみ、さらに美嘉の交際相手の存在がSNSに流出したことで、グループ内の雰囲気は険悪になっていく。一方でグループの人気は上昇し、事務所の社長から2曲目のリリースを持ち掛けられる。ゆうは歌詞をメンバーで考えることを企画し、3人に歌詞を募るが、3人とも期日までに書き上げることはできなかった。そんなある日、ついにくるみが限界を迎え、事務所内で暴れ散らしてしまう。ゆうはくるみを引き留めようとするが、美嘉と蘭子からも限界を迎えていると告げられる。やがて3人は事務所を退所することとなり、追ってゆうも事務所を退所する。
失意に沈んでいたゆうだったが、母や観光ガイドのリーダーに励まされ、今までの自分と向き合うことを決意する。まずゆうは美嘉の元を訪れ、今までのことを謝罪し、小学生時代の自身について聞く。美嘉は当時のゆうのエピソードを語り、ゆうは自分にとってのヒーローだったと明かす。
「東西南北（仮）」の曲が番組のCDに収録・発売され、4人はCDを手に、自然とかつての練習場所だった公園に集まる。3人はかつて東に依頼されていた歌詞を完成させており、幻となってしまった「方位自身」を完成させる。4人は和解し、ゆうはこれからもアイドルを目指すと宣言する。
8年後、アイドルとして大成したゆうは、久しぶりに3人と再会する。ゆうたちは写真家となった真司の個展を訪れる。真司の個展の最後に飾られた写真は、「トラペジウム」と題された、かつて真司が文化祭で撮影したゆうたちの写真であった。

## キャスト
出典 - 
- 東ゆう：結川あさき
- 大河くるみ：羊宮妃那
- 華鳥蘭子：上田麗奈
- 亀井美嘉：相川遥花
- 工藤真司：木全翔也（JO1）
- 古賀萌香：久保ユリカ
- 水野サチ：木野日菜
- 東まい：寺崎裕香
- 水野花枝：石上静香
- 馬場万智子：八百屋杏
- 遠藤晃志郎：東地宏樹
- 藤温子：富田美憂
- アップカレー下田：佐原誠
- アナウンサー：浜崎奈々
- ラジオDJ：柳田淳一
- テニス部員：村上麻衣
- 女子生徒：川井田夏海
- 女子生徒：千本木彩花
- 老人A：高山一実
- 老人B：西野七瀬
- 伊丹秀一：内村光良

## スタッフ
出典 - 
- 原作：高山一実『トラペジウム』（KADOKAWA刊 / 『ダ・ヴィンチ』連載）
- 監督：篠原正寛
- 脚本：柿原優子
- スーパーバイザー：舛成孝二
- キャラクターデザイン：りお
- 衣装デザイン：伊藤雅子
- プロップデザイン：久原陽子、渡辺浩二、井戸田あかね
- 絵コンテ：篠原正寛、新井陽次郎、高橋敦史、丸山裕介、げそいくお
- 演出：篠原正寛、柴田彰久、角地拓大、山田雅之、丸山裕介、山本陽介、げそいくお
- 総作画監督：りお、けろりら、張昀、中谷友紀子
- 作画監督：井戸田あかね、末田晃大、小嶋慶祐、西尾淳之介、都築遥、山門郁夫、松本翔吾、後藤孝宏、鈴村勇二、黒澤浩美、吉田雄一、劉淯源、坪川博美、川辺雄介、志賀道憲、福田裕樹、濱口明、田中優、本田舞波、田中光輝、山﨑絵美、安野将人、埼玉憲人、緒方浩美、阿久澤友恵、夘野智子、森本翼、伊藤弘樹、高木恵湖、ハンミンギ、鈴記号、水谷雄一郎
- 2Dデザインワークス・特殊効果：齋藤睦
- 色彩設計：中島和子
- 3Dディレクター：宮地克明
- 美術監督：田村せいき
- 撮影監督：関谷能弘
- 編集：三嶋章紀
- 星空写真協力：KAGAYA
- 音楽：横山克
- 音響監督：明田川仁
- 取材協力：TOKYO TOWER、啓文堂書店 吉祥寺店、里見茶屋、神戸女学院大学、千葉県立安房高等学校、千葉県立柏南高等学校、千葉大学、千葉県フィルムコミッション、館山市、南房総市
- 企画：岩上敦宏、今野義雄、竹澤浩、桑田靖、秋元伸介、菊池剛、奥村景二
- チーフプロデューサー：中山信宏
- プロデューサー：橋本渉
- 制作統括：清水暁
- アニメーションプロデューサー：染野翔
- 配給：アニプレックス
- 制作：CloverWorks
- 製作：「トラペジウム」製作委員会（アニプレックス、乃木坂46合同会社、フジテレビジョン、KDDI、Y&N Brothers、KADOKAWA、日本出版販売）

## 制作

### 企画
原作の高山一実によると、本作の映画化の企画は単行本の発売からすぐ、2019年の中頃にオファーがあったという。実写ではなくアニメという媒体を選んだ理由を高山は以下のように語っている。
監督は篠原正寛が務めた。本作は篠原にとって初の監督作品となった。篠原は本作を読んだ際、単純なサクセスストーリーではなく、数々の挫折が描かれている点に魅力を感じたと語っている。また、東ゆうというキャラクターの面白さにも惹かれ、本作の制作にあたっては、彼女の物語として描くことを意識したという。
本作ではスーパーバイザーとして、『かみちゅ！』や『マギ』シリーズの監督を務めた舛成孝二が参加している。舛成は企画会議の段階から参加し、アイデアの提供などを行った。

### 脚本
脚本を務めた柿原優子は、原作を読んだ際、マイナスの感情や繊細な感情が包み隠さず描かれている点を魅力に感じたという。脚本の執筆にあたっては、キャラクターをステレオタイプにせず、その繊細な感情をしっかりと描くことを重視した。また篠原は、原作の持つリアリティや説得力を映画でも再現することを意識したと語っており、アイドルの光と影の両面をいかに1本の映画にまとめるかに苦心したと語っている。
物語の舞台は原作では架空の場所となっていたが、本作では高山の地元である館山市周辺が設定された。なお、作品の重要な場面で登場する丘の上の公園には明確なモデルはなく、製作スタッフらによって創作された。

### キャラクターデザイン
キャラクターデザインは『活劇 刀剣乱舞』などに携わったアニメーター・りおが手掛けた。キャラクターデザインを制作するにあたって、原作者の高山一実を交えてディスカッションが行われた。キャラクター一人一人の体形や骨格の違いが意識され、高山からは、肌や髪の色、服装の色合い、骨格に至るまで細かく指示があったという。特にゆうは「一番アイドルらしい骨格」を高山が示し、肌の色は久保史緒里がモデルとなっている。
日常シーンの衣装設定は「高校生らしい着回し」をテーマとし、複数のパターンが設定された。中には作中で数秒しか登場しない衣装も存在する。一方、ライブシーンの衣装設定は、りおと高山によるライブドローイングを経て作り上げられた。アニメーションプロデューサーの染野翔は「ライブ衣装なんかは本職である高山さんの意見が一番参考になりますから」と語っている。

### 演出
篠原は空気感を感じられる映像を意識し、特に光の演出にこだわったと篠原は語っている。通常のアニメ作品では順光による影付けが一般的だが、本作ではそれ以外にも様々な光の入り方や、季節による光の違いが意識的に取り入れられている。また背景美術は、ロケハン写真を参考としつつも、写実とデフォルメの間を目指した表現が追求されている。
物語のラストで、工藤真司が撮影した写真として登場する星空写真は、写真家・KAGAYAの作品が使用されている。写真の並びは、地元・館山から始まり、次第に海外で撮影されたものへと展開しており、工藤の歩みが想像できるものとなっている。KAGAYAから提供された写真には、アニメーションでの使用に向けた詳細な解説も添えられていたという。

### 音楽
劇伴音楽、および「東西南北（仮）」の歌唱曲は作曲家の横山克が手掛けた。横山はこれまで数々の映像作品で劇伴を手がけてきたほか、「ももいろクローバーZ」をはじめとするアーティストへの楽曲提供も行っており、本作に携わるにあたっては「歌を作ること、サウンド・トラックを作ること、どちらも大切にしてきた事なので、結び付く作品に取り組むことへのワクワクさが強くありました」と語っている。劇伴音楽は全曲フィルムスコアリングで制作されており、一部の楽曲はスウェーデンで録音されている。篠原からは「音楽からも空気感みたいなものが感じ取れるような」とオーダーを受け、横山はクラシカルで、清楚かつ上品なサウンドを追求したと語っている。
このほか、劇中曲として架空のアイドルソングが本作のために作曲された。前述のとおり、作中に登場する曲が実在しない楽曲であることに高山はこだわりを持っており、劇中歌の制作は企画が開始してすぐに決まっていたという。横山に加え、作詞家の岩里祐穂と作曲家の濱田菜月を交え、各アイドルグループの設定を考えながら作曲された。

### キャスティング・演技
主人公・東ゆう役は結川あさきが務めた。オーディションを受けた当時、結川はまだ声優として1年目であり、非常に緊張して臨んだと語っている。オーディションには高山も携わっており、当初はゆうの声に対する明確なイメージを持っていなかったが、結川の声を聞いて「この声が理想的だ」と感じたという。結川は本作の第一印象を「アイドルというキラキラしたものと、それを目指す過程や、高校生らしさの中にあるリアルが折り重なるように描かれていく物語に、本当に夢中になりました」と語っている。また、ゆうの印象については、誰もが持つしたたかな面や自己中心的な面を隠さないところが魅力に感じたと語っている。ゆうを演じるうえでは、作品全体の展開などは意識せず、セリフから感じたことをありのままに表現することを心掛けたという。また、収録時の結川もデビューしたばかりだったこともあり、ゆいの置かれた状況や心境には共感することも多かったと語っており、当時でなければできない演技が出来たという。
大河くるみ役は羊宮妃那が務めた。羊宮はくるみの印象として、大勢の人前で本当の自身が出せないところなど、自身と共通している点が多いと語っており、くるみ役が決まった際はとてもうれしかったと語っている。物語終盤でくるみが泣き叫ぶシーンは「思いっきりやってください」というディレクションを受け、アニメらしい加工をしていない演技を行ったという。篠原は「かわいいところから精神的にもろいところまでしっかり演じてくださいました」とコメントしている。
華鳥蘭子役は上田麗奈が務めた。上田は蘭子の印象を、人の役に立ちたいという姿勢に強く共感したという。演じるうえでは、結川の演じるゆうをはじめとした作品全体の生々しい雰囲気とは対照的な、蘭子の考える理想の人物に近い演技を行ったという。篠原はメインキャラ4人の中で蘭子が一番おいしいキャラクターだとしており、安心感のあるキャラクターをしっかりと演じていたと評している。
亀井美嘉役は相川遥花が演じた。相川は美嘉の、繊細でコンプレックスを多く抱えたキャラクターに共感したと語っている。演じるうえでは美嘉の持つ優しさを意識しつつ、感情を爆発させるシーンでは悪目立ちしすぎないよう気を配ったという。なお、相川にとって本作は初めて出演した映画作品である。篠原は「美しいながらにジトッとした湿度がある感じがうまくハマりましたね」と評してる。
ゆうの計画の協力者である工藤真司役は、JO1のメンバー・木全翔也が務めた。木全にとって本作は、初めてアフレコに参加したアニメーション映画となった。アフレコではまず、演技を作り込んだパターンと、ナチュラルな演技のパターンの2つを収録し、篠原らとの相談の結果、後者のパターンが採用されたという。
ガイドボランティアを行っている老人・伊丹秀一役は、漫才師の内村光良が演じた。また、伊丹とともに登場する2人の老人はそれぞれ、高山と西野七瀬が演じている。高山は本作で初めて声優に挑戦した。また西野は、おばあさんの声真似が上手であったことから、高山の推薦で起用された。

## 主題歌
「なんもない feat. 星街すいせい, sakuma.」
MAISONdesによる主題歌。ボーカルは星街すいせい。作詞・作曲・編曲はsakuma.。
MAISONdesのプロデューサーを務める廣瀬太一は、本作のアイドルの青春譚としての面に寄り添う楽曲を制作することを目指し、様々な一瞬を切り取って楽曲を制作しているプロジェクト「終電間際≦オンライン。」のリーダーであるsakuma.を起用した。sakuma.は本楽曲の作詞・作曲・編曲を行い、曲名もsakuma.が書いた詩から取られている。
歌唱は、廣瀬が「『トラペジウム』で描かれている感情の揺れ動きは、VTuberの方々がなりたいと思う自分になろうとして活動していることに通じる部分があり、煮詰めていった先の感情の種類は一緒なんじゃないか」と考えたことから、VTuberの星街すいせいが起用された。星街自身も以前からMAISONdesのリスナーであり、同プロジェクトへの参加と映画主題歌への起用に強い喜びを感じたという。一方で、楽曲は非常にテンポが速く、加えてデモ音源の段階では現在よりもキーが高かったため、歌唱に対して不安を感じていたことも明かしている。レコーディングに先立ち、表現やキーについて関係者と話し合うためのリハーサルのようなものが別日に行われた。
「方位自身」
東ゆう（結川あさき）、大河くるみ（羊宮妃那）、華鳥蘭子（上田麗奈）、亀井美嘉（相川遥花）による挿入歌・エンディングテーマ。作詞は高山一実、作曲・編曲は横山克。
作中にて、完成を待たずして「東西南北（仮）」が解散してしまい幻となってしまった楽曲として登場する。原作の執筆段階で高山はサビのメロディを思いついており、それを元に横山が作曲した。横山は、4人の想いが積み重なってゆく光景を想像しながら制作したと語っている。
この楽曲の歌詞は原作にも登場しているが、映画化にあたっては高山自身の手で全面的に書き直されている。書き直した経緯について高山は「文字だけのときはあれくらい力があってもいいけど、音にするとメッセージ性が強すぎてしまって、『クサイな、ちょっと嫌だな』と自分で思ったんです」と語っている。初めての作詞作業だったこともあり、完成までに4～5か月を要したという。また、完成形のイメージを作るため、与田祐希による仮歌が収録されており、2024年5月18日にYouTubeで公開された。
レコーディングでは高山によるディレクションが行われた。結川はこの楽曲を歌唱するにあたり、女子高生らしい素朴な歌い方か、アイドルらしい愛嬌のある歌い方のどちらで歌うか迷っていたが、高山の判断により後者の歌い方で収録された。その後は特にディレクションもなく、最初に録ったテイクがそのまま採用されたという。また、羊宮は少し成長したくるみをイメージして歌唱したという。
「なりたいじぶん」
東ゆう（結川あさき）、大河くるみ（羊宮妃那）、華鳥蘭子（上田麗奈）、亀井美嘉（相川遥花）による劇中歌。作詞は岩里祐穂、作曲・編曲は横山克。
アイドルグループ「東西南北（仮）」のデビュー曲。「東西南北（仮）」がステージ上で歌唱する楽曲として登場する。
「キャンディ・ストライプ」
甘束まお、星村麻衣、木下ひよりによる劇中歌。作詞は岩里祐穂、作曲・編曲は横山克。
劇中で流れるアイドルソングの一つ。
「恋愛DOCHU膝栗毛」
五阿弥ルナ、國土佳音、さなによる劇中歌。作詞は岩里祐穂、作曲・編曲は濱田菜月。
劇中で流れるアイドルソングの一つ。
「リスクファクター」
pomme、乃藍、marinaによる劇中歌。作詞は岩里祐穂、作曲・編曲は濱田菜月。
劇中で流れるアイドルソングの一つ。
「聖南テネリタス女学院校歌」
濱田菜月、橋口佳奈、聖南テネリタス女学院生徒一同による劇中歌。作詞は岩里祐穂、作曲・編曲は横山克。
華鳥蘭子が通う学校の校歌。

## 封切り

### 日本国内
2024年4月25日に新宿バルト9にて、高山一実、結川あさき、木全翔也、篠原正寛らが登壇するプレミア試写会が行われ、本作が初めて披露された。そして5月10日、全国203館で公開された。興行通信社が発表した5月10日から12日までの週末映画動員ランキングでは、本作は第10位にランクインした。また、Filmarksが発表した5月第2週公開映画の初日満足度ランキングでは、本作は第7位にランクインした。
また本作は、11月1日から5日にかけて新千歳空港にて開催された「第11回 新千歳空港国際アニメーション映画祭」にて出展・上映が行われた。11月3日には篠原、染野翔、橋本渉らが登壇するトークイベント「メイキングオブ：トラペジウム」が行われた。
2025年5月30日にはAmazon Prime Videoにて配信が開始された。

### 日本国外
タイ
2024年7月25日から8月7日にかけて開催された、Japan Anime Movie Thailandの主催するアニメイベント「JAMNIME MATSURI」にて上映された。
アメリカ
Crunchyrollの配給により、9月18日に1日限定で上映された。
マレーシア
GSC Moviesの配給により、9月19日から上映が行われた。
シンガポール
Odexの配給により、9月19日から上映が行われた。
オーストラリア
Sugoiの配給により、9月26日から上映が行われた。
韓国
10月25日から29日にかけて行われた「第26回富川国際アニメーション映画祭」にて上映された。同コンテストにて、本作は特別賞を受賞した。
台湾
台北双喜電影の配給により、11月8日から上映が行われた。上映にあたり、台湾のアイドルグループ・BOOM!怪物星人によるタイアップ曲「許下星願Make Wish」が書き下ろされた。

## 評価

### 売上
本作のBlu-rayの初週売り上げ枚数は2945枚を記録し、週間Blu-rayランキング（ORICON調べ）では9位を獲得した。

### 批評
『「アニメ評論家」宣言』などの著作があるアニメ評論家の藤津亮太はアニメ！アニメ！で連載しているコラム「アニメの門V」にて、物語の中心に据えられるべきアイドルやファンの実体が意図的に描かれておらず、それらが「不在の中心」として扱われていると指摘している。作中では、ゆうは繰り返しアイドルの素晴らしさを説くが映像にそのアイドルが映ることはなく、また彼女たちがアイドルとなった後も、描かれるのはあくまで「一生懸命な4人」の姿であり、その姿がファンにどう受け止められるかという視点は物語の中心に据えられていない。そして終盤に描かれるのは、アイドルらしいパフォーマンスではなく、アイドルとして大成したゆうが多くの芸能人と同じようにテレビのインタビューに答える様子である。これらの描写から、藤津は本作のテーゼを「アイドルとは自意識である」と考察しており、「不在の中心」を巡る様々な描写がこのテーゼを浮かび上がらせていると評している。
映画評論家のくれい響はシネマトゥデイに寄せた短評にて「アイドルへの異常な憧れがある種の狂気へと変わった、サイコパスなヒロインの活動記録。彼女のエゴに付き合わされることになるアイドルに興味ない3人の顛末は、気の毒すぎてしょうがないが、それでも恋愛したけりゃするし、課せられた歌詞作りをしたくなきゃしないリアルさも興味深い。」と評し、星4つの評価を与えている。また、カルト映画を得意とする山戸結希の手で実写映画化して欲しいとも語っている。
『アイドルにっぽん』などの著書があるアイドル評論家の中森明夫は原作小説のファンであることを明かしており、鑑賞する前は漫画のようにキャラクターの絵があらかじめ設定されていない小説という媒体の映像化に危惧を感じてたという。一方鑑賞後は、『ぼっち・ざ・ろっく！』などの実績のあるCloverWorksの技術力によって表現された東西南北の歌唱姿に感動し、さらにトップアイドルの高山の息遣いや情熱が感じられることを魅力に感じたと語っており、原作に引き続き「『アイドル文化』の勝利」を達成していると評している。
『人類にとって『推し』とは何なのか、イケメン俳優オタクの僕が本気出して考えてみた』などの著書があるフリーライターの横川良明は、大衆化し希釈されていった昨今の「推し」という概念に対し、本作はかつての狂気的な「推し」の概念を思い出させ、改めて「推し」について考えるきっかけになったと語っている。また、本作で描かれるアイドルの覚悟も印象に残ったとし、「どんどんヒステリックに歪んでいく東ゆうの表情は、決して誇張でも露悪的でもない気がした」と語っている。
フリーライターのタニグチリウイチはリアルサウンドに寄せた「2024年 年間ベストアニメTOP10」にて本作を1位に選出しており、「ユニットの崩壊から慟哭を経て再起へと向かおうとする流れが、痛みを乗り越えて進む力を与えてくれた。そうしたドラマを説明的なセリフを極力使わず、絵と演技によって見せようとしていた演出が冴えていた。」と評し、2024年のアニメ映画の最大の収穫としている。
| 総合 | ストーリー | アニメーション | アート | 音楽 |
| ---- | ---------- | -------------- | ------ | ---- |
| B    | C          | A              | A      | B    |

Anime News Networkのライター・Ken Iikura-Grossは、同サイトに寄せたレビューにて、本作は『アイカツ！』や『ラブライブ！』といった過去のアイドルアニメとは異なり、楽曲が主軸とされず、スターダムへと駆け上がり、そこから没落していくという古典的な悲劇が物語の中心に据えられている点に注目し、従来にないタイプのアイドル映画だと評している。また、「トラペジウム」というモチーフそのものも非常に興味深いと語っており、ゆうが目指すアイドル像を星に見立てているだけでなく、大人になっていく4人の人生そのものを、新たな星が生まれる場である星団・トラペジウムに重ねているのではないかと考察している。一方で、観客から好かれにくいキャラクターであるゆうの目線で物語が進んでいくのは苦痛であったと批判しており、ゆうがアイドルになるために積んできた努力の過程も描くべきだったのではないかと指摘している。
The Japan Timesのライター・Matt Schleyは本作の静寂の使い方が印象深かったとし、キャラクターの対立を描く際に、通常のアニメ作品では感情を誇張して表現しがちなところを、本作は静寂をもって描いている点を称賛している。また、計画がうまく行かなかったり、同級生が自身と同じ熱量を持っていないことにショックを受けるなど、誰もが思春期に経験したであろう出来事が描かれている点も評価している。一方でいくつかの演技は、本作よりはるかに自己意識の劣っている作品と同じく、かわいらしくて大げさなものになっている点を批判しており、また結末についても丸く収まりすぎていると指摘している。

## サウンドトラック
2024年5月10日、「『トラペジウム』オリジナル・サウンドトラック」の題で本作のサウンドトラックが発売された。規格品番はSVWC-70662。横山克による劇伴のほか、主題歌・挿入歌が全曲収録された。5月18日には発売を記念したリリースイベントが行われ、高山一実と結川あさきが登壇した。

## BD / DVD
2025年2月26日に「完全生産限定版Blu-ray」「完全生産限定版DVD」「通常版Blu-ray」「通常版DVD」の4形態が発売された。発売元はアニプレックス。完全生産限定版には設定資料集、原画集、柿原優子によるオリジナルストーリー「はじめてのラジオ収録」が収録されたドラマCDが付属した。また、5月4日と5日には完全生産限定版の購入者を対象とした、発売記念イベントが行われた。なお、当初は2024年12月25日に発売が予定されていたが、制作上の都合により延期された。

## ノベライズ
原作小説を翻案した劇場アニメ映画版の内容を再小説化した、百瀬しのぶによる映画ノベライズ版が刊行された。大筋では原作小説と同一のストーリーを描きつつも、映画版での設定や描写に準じた内容となっている。
- 百瀬しのぶ（文）・高山一実（原作）・あきづきりょう（挿絵）・CloverWorks（協力） 『アニメ映画 トラペジウム』 KADOKAWA〈角川つばさ文庫〉、2024年4月10日発売[65]、ISBN 978-4-04-632300-2